# Torne älv
De Torne älv, Fins: Tornionjoki, Noord-Samisch: Duortnoseatnu, is een rivier in het noorden van Zweden en Finland, die over een lengte van 180 km op de grens tussen de twee landen stroomt en in de Botnische Golf uitmondt.
De Torne älv ontstaat waar twee uitlopers aan de oostkant van het Torneträsk in Zweeds Lapland bij het dorp Kurravaara bij elkaar komen, een paar kilometer ten noorden van de stad Kiruna. De rivier is dan weer wel, dan weer niet herkenbaar als rivier en stroomt vanaf het punt dat ze het Torneträsk uitkomt tot bij Pajala door een drasland. Er liggen na Kurravaara nog de volgende plaatsen van enige omvang aan de rivier:
- Jukkasjärvi
- Vittangi – hier stroomt de Vittangirivier de Torne älv in
- Junosuando – hier komt de Tärendörivier de Torne älv in
- Pajala – alleen in Zweden

Er is voor het verkeer in deze plaatsen de mogelijkheid de rivier over te steken.
De rivier de Muonio stroomt vlak na Pajala de Torne älv in, die daarna door het Tornedal naar het zuiden stroomt en de grens tussen Zweden en Finland vormt. De stroming van de Torne älv is eerst door het geringe hoogteverschil gering, de Muonio stroomt sneller doordat die vaak relatief ondiep is, maar er toch veel water doorheen stroomt. Vanaf het punt dat de Torne en de Munio bij elkaar zijn gekomen, komt de Torne älv nog langs de volgende plaatsen. De Finse plaatsnamen worden eerst genoemd, daarna de Zweedse namen. De stroomsnelheid is hier soms wel zo groot dat er vissersbootjes omslaan en mensen verdrinken.
- Pello in Finland en aan de overkant Pello in Zweden – Er is een oeververbinding tussen de twee en er ligt bij Pello een S-bocht in de rivier, waardoor er grote verschillen optreden in de stroomsnelheid tussen het midden van de rivier en langs de oevers.
- Svanstein – alleen op de Zweedse oever
- Juoksenki en aan de overkant Juoksengi
- Kaulinranta – alleen op de Finse oever
- Övertorneå – alleen aan de Zweedse oever met een oeververbinding
- Ylitornio – twee kilometer zuidelijker dan Övertorneå, alleen op de Finse oever
- Karunki en aan de overkant Karungi
- Kukkola in Finland en aan de overkant Kukkola in Zweden
- Vojakkala in Finland en aan de overkant Vojakkala in Zweden

om ten slotte uit te stromen in de Botnische Golf, letterlijk tussen Tornio en Haparanda. Ook hier is oversteek mogelijk.
Schepen van enige omvang kunnen nergens op de rivier varen, doordat er zoveel stroomversnellingen zijn, de Torne ondiep is en de bodem vaak uit harde rots bestaat.

## Nationale rivier
Naar analogie van een nationaal park is de Torne älv in 1993 tot 'nationale rivier' verklaard. Dit houdt in dat er geen waterkrachtcentrales in de rivier mogen worden gebouwd en dat elke vorm van kanalisatie verboden is. Zo wordt getracht de natuurlijke loop van de rivier te behouden en populaties trekkende vissoorten, zoals zalm, te beschermen. De andere drie nationale rivieren van Zweden zijn de Vindelälven, de Pite älv en de Kalixälven.

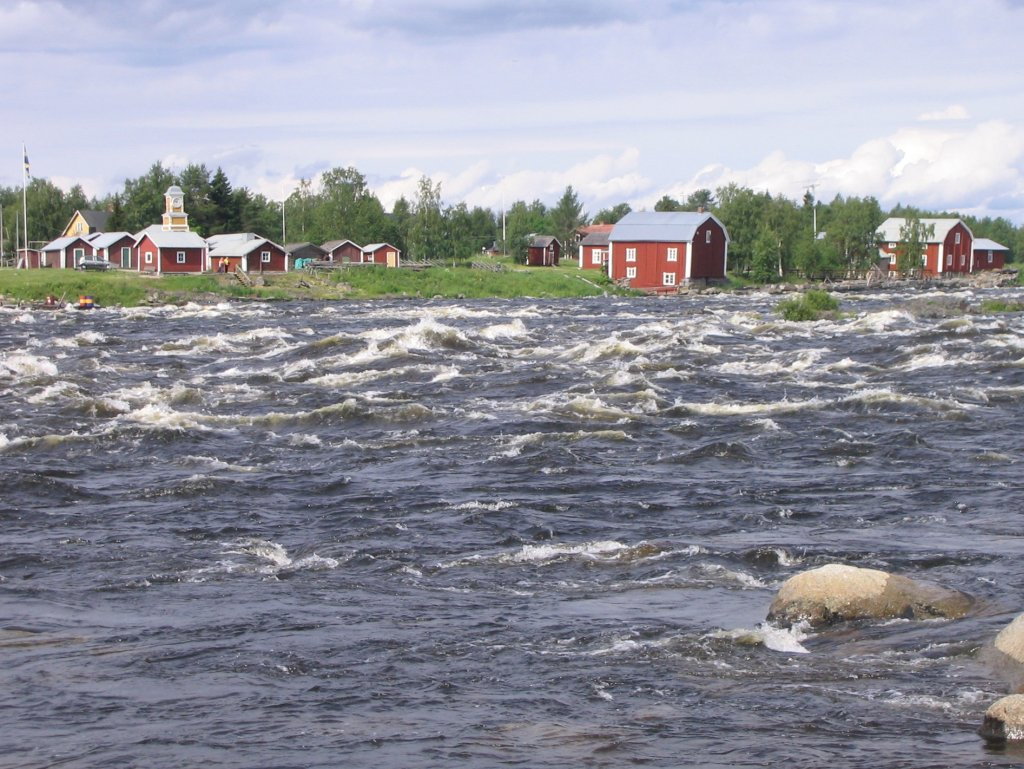
Kukkolankoski, stroomversnelling bij Kukkola in Finland

Ajasaari · Apajasaari · Esisaari · Fluurinsaari · Haapasaari (Neistenkangas) · Haapasaari (Ylitornio) · Haapakylänsaari · Hietanen (Junosuando) · Hietanen (Risudden) · Hietasaari · Hurulanhieta · Huukinsaari · Isomatala · Jokarasaari · Julkatteensaari · Kahvisaari · Kalliosaari · Kammalisaari · Karhakansaari · Karjosaari · Kauvosaari · Keppaansaari · Koivusaari · Korkeasaari · Korvenhieta · Kuoksunsaari · Kurkkiosaari · Kustonhieta · Kuusisaari (Anttis) · Kuusisaari (Junosuando) · Kuusisaari (Kurkkio) · Kuusisaari (Lovikka) · Kuussaari · Kylänsaari (Alkullen) · Kylänsaari (Pello) · Lampssaari · Laurinhieta · Lehmisaari · Lehtisaari · Leipiösaari · Lethisaari · Liakansaari · likasaari · Makottimensaari · Matosaari · Mattilansaari · Mikkolansaari · Mustasaari · Muurassaari · Nautapuojinsaari · Niittysaari · Nivansaari · Nyttysaari · Oravaisensaari · Paakosaari · Paamasaari · Paavosaari · Pahtasaari · Palasaari · Palosaari · Patokari · Pättäkkäsaari · Peittarisaari · Peltosaari · Pikisaari · Pikkumatala · Pohjukansaari · Porosaari · Puitonsaari · Puittamonsaari · Pukulmi · Revonniemi · Roomisaari · Rovanhieta · Rovasaari · Ruottinsaari · Saari (eiland) · Sauvosaari · Savisari · Selkasaari · Servosaari · Sölkäsaari · Suensaari · Suomenlainen · Tanskinsaari · Teppolansaari · Toivolansaari · Torakansaari · Vähäsaari · Vainsaari · Vasikkasaari · Vittasaari · Vuopionsaari
- Gemeinsame Normdatei: 4471009-4
- LIBRIS: 159522
- Virtual International Authority File: 316748180